# NGC 6529
NGC 6529 is een niet-bestaand object in het sterrenbeeld Boogschutter. Het hemelobject werd op 3 september 1826 ontdekt door de Schotse astronoom James Dunlop.